# Maung Aye
Maung Aye (ur. 25 grudnia 1937 w Syriam) – birmański wojskowy i polityk, generał, wiceprzewodniczący Państwowej Rady Pokoju i Rozwoju od 1993 do 2011, junty wojskowej rządzącej Birmą. Najwyższy rangą po generale Than Shwe.

## Życiorys
Maung Aye urodził się w 1937 w mieście Syriam (ob. Thanlyin). W 1959 ukończył Akademię Obrony w mieście Maymyo. 
W 1969 został dowódcą Regionu Północno-Wschodniego. W 1975 awansował do stopnia podpułkownika i objął dowództwo 68. Batalionu Piechoty. W 1979 został pułkownikiem. W 1988 uzyskał awans do stopnia generała brygady i stanął na czele dowództwa Regionu Wschodniego. W 1990 został awansowany na generała majora. W 1992 objął stanowisko naczelnego dowódcy sił zbrojnych. W następnym roku został generałem porucznikiem oraz zastępcą naczelnego dowódcy Sił Służb Obrony. 
W 1993 objął urząd wiceprzewodniczącego Państwowej Rady Przywrócenia Prawa i Porządku (główne ciało rządzącej junty wojskowej), a po zmianie nazwy w 1997 wiceprzewodniczącego Państwowej Rady Pokoju i Rozwoju. Piastując to stanowisko jest formalnie najważniejszą osobą w państwie po przewodniczącym Rady, Than Shwe. 
Maung Aye ma reputację bezwzględnego, stoi na czele obozu radykałów, należących do starej szkoły izolacjonistów. Jego działanie cechowały zajadłe działania przeciw opozycji demokratycznej i różnym grupom etnicznym. Sprzeciwiał się zaangażowaniu w działalność ASEAN i współpracy z państwami regionu. Był odpowiedzialny za wdrażanie polityki kontroli i ograniczania działania organizacji pozarządowych i instytucji ONZ w Birmie. Według komentatorów pozostaje w konflikcie z Than Shwe, który uwidacznia się szczególnie przy okazji nominacji i zmian w strukturach władzy. W przeszłości miał być również skonfliktowany z byłym premierem Khinem Nyuntem.
W sierpniu 2010 zrezygnował ze wszystkich funkcji wojskowych, by jako osoba cywilna wziąć udział w wyborach parlamentarnych zaplanowanych na 7 listopada 2010. Uzyskał mandat jako kandydat nowo utworzonego Związku Solidarności i Rozwoju.
Według doniesień prasowych był leczony w związku z rakiem prostaty. Ma opinię osoby nałogowo nadużywającej alkoholu. Maung Aye jest żonaty z Mya Mya San, ma jedną córkę.